# Tjoeij Lin Alienilin
Tjoeij Lin Alienilin (25 agosto 1943) è un'arciera indonesiana.

## Biografia
Rappresentò l'Indonesia ai Giochi olimpici estivi di Monaco di Baviera 1972, terminando trentasettesima nella gara individuale.